# Grouñidos en el desierto
Grouñidos en el desierto es una historieta cómica creada por Ventura & Nieto en 1979 y publicada desde entonces en la revista española El Jueves con periodicidad semanal. Posteriormente la realizó Enrique Ventura en solitario hasta su fallecimiento en 2024.

## Descripción
La historieta ocupa una página a blanco y negro de 9 viñetas, y cuenta las historias de Julius, un personaje con gran parecido a Groucho Marx (o el mismo Groucho Marx, nunca se aclaró).
Julius siempre es impresentable -sobre todo con las mujeres-, sorprendente, alternativo, simpático y ocurrente en la retórica, sin olvidar que es un ligón empedernido. Son ellas quienes le salvan en muchas ocasiones.
- Datos: Q5885930